# Parafia św. Jana Chrzciciela w Zagości
Parafia św. Jana Chrzciciela w Zagości – parafia rzymskokatolicka, znajdująca się w diecezji kieleckiej, w dekanacie buskim.